# 歐霸 (汽車公司)

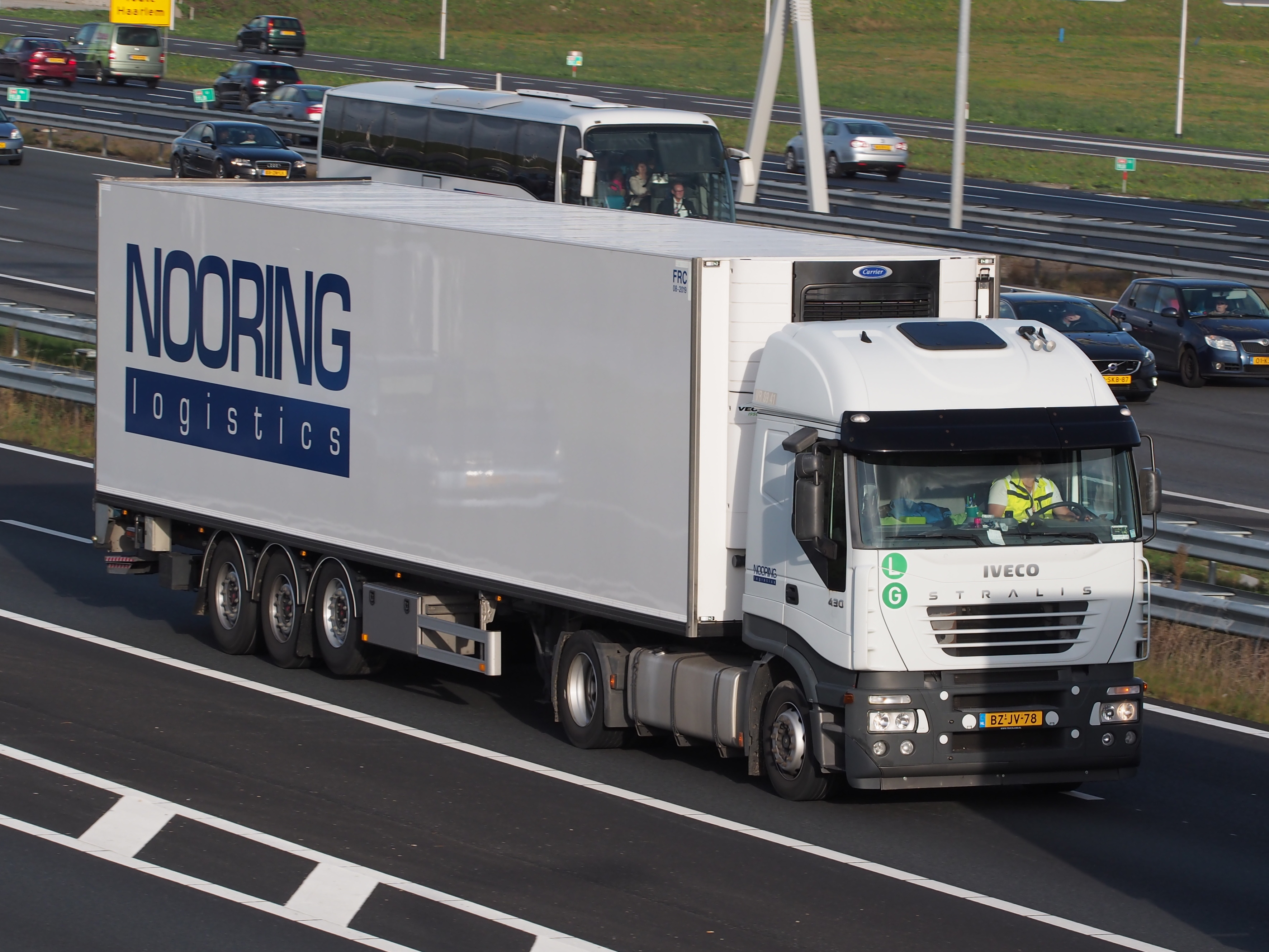
歐霸貨車

歐霸（又译歐霸、依維柯）是一家成立於1975年的意大利公司，專門生產卡車等商用車輛，總部設於意大利北部城市都灵。歐霸卡車每年生產大約200,000輛商用車輛，以及460,000台柴油引擎。至2007年，該公司年收益達111.96亿歐元。

## 歷史
威凱的前身是飛雅特商用車生產線。1975年1月1日，飛雅特合併了另四家公司Officine Meccaniche（意大利）、Lancia Veicoli Speciali（意大利）、Unic（法國）、Magirus（德國），並與旗下商用車生產線組成一家新公司「Iveco」。其後歐洲商用車市場競爭激烈，威凱不斷以收購其他公司壯大自己，例如西班牙的畢卡索公司與英國的Seddon-Atkinson；1999年威凱與法國雷諾汽車合資組成Irisbus生產客車，至2001年從雷諾手中接手Irisbus所有股份。
1996年3月1日，威凱與中国南京汽车集团合組南京依維柯，進軍中國市場。
2025年7月30日印度塔塔汽车宣布与依维柯达成协议组建商用车集团，交易对价38亿欧元，交易不包含依维柯旗下的防务业务——依维柯国防车辆公司（IDV）。意大利国防巨头李奧納多 (公司)将以17亿欧元收购该业务

## 車型
- 輕型貨車系列
  - Iveco Daily

- 重型貨車系列
  - Iveco EuroCargo
  - Iveco Trakker
  - Iveco Stralis
  - Iveco S-Way
  - Iveco HI WAY

- 巴士系列
  - Eurobus
  - Iveco Marcopolo

- 消防車系列
  - Iveco EuroFire

- 越野车系列
  - Iveco LMV
  - Iveco Massif

## 子公司
- Irisbus
- Iveco Magirus

## 圖片

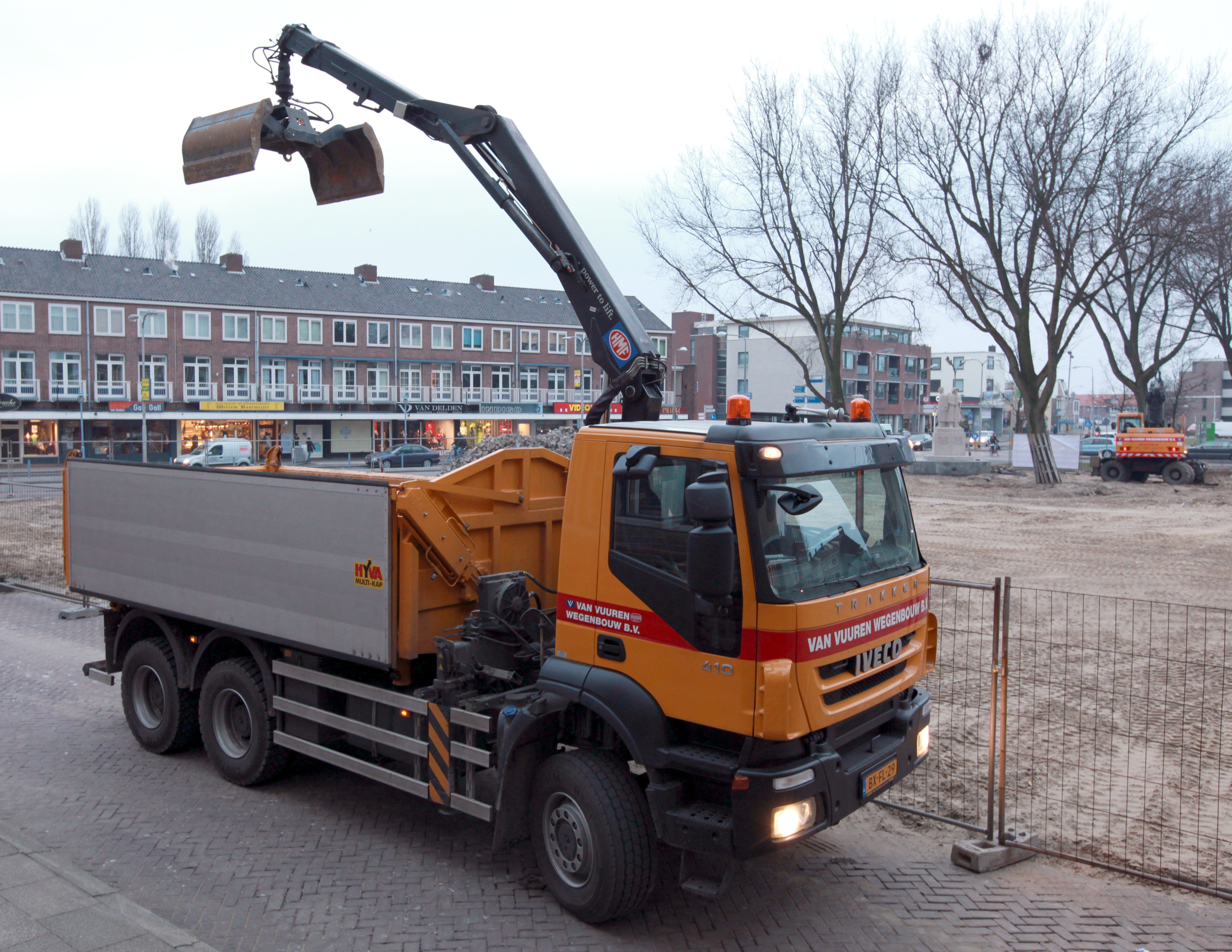
威凱Trakker
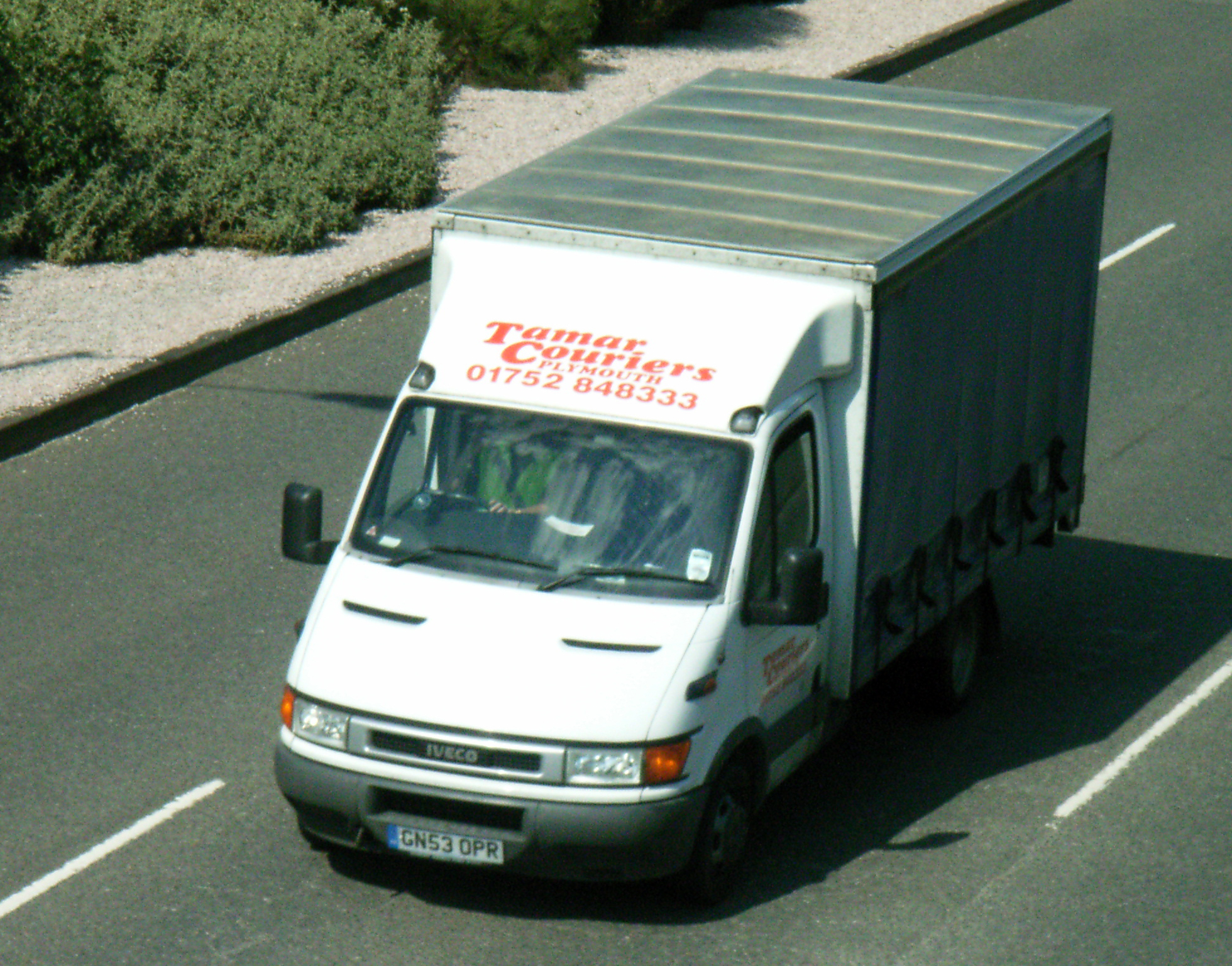
威凱Daily
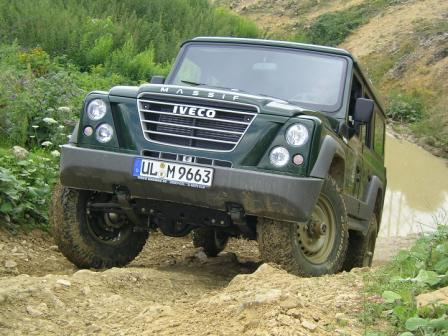
威凱Massif
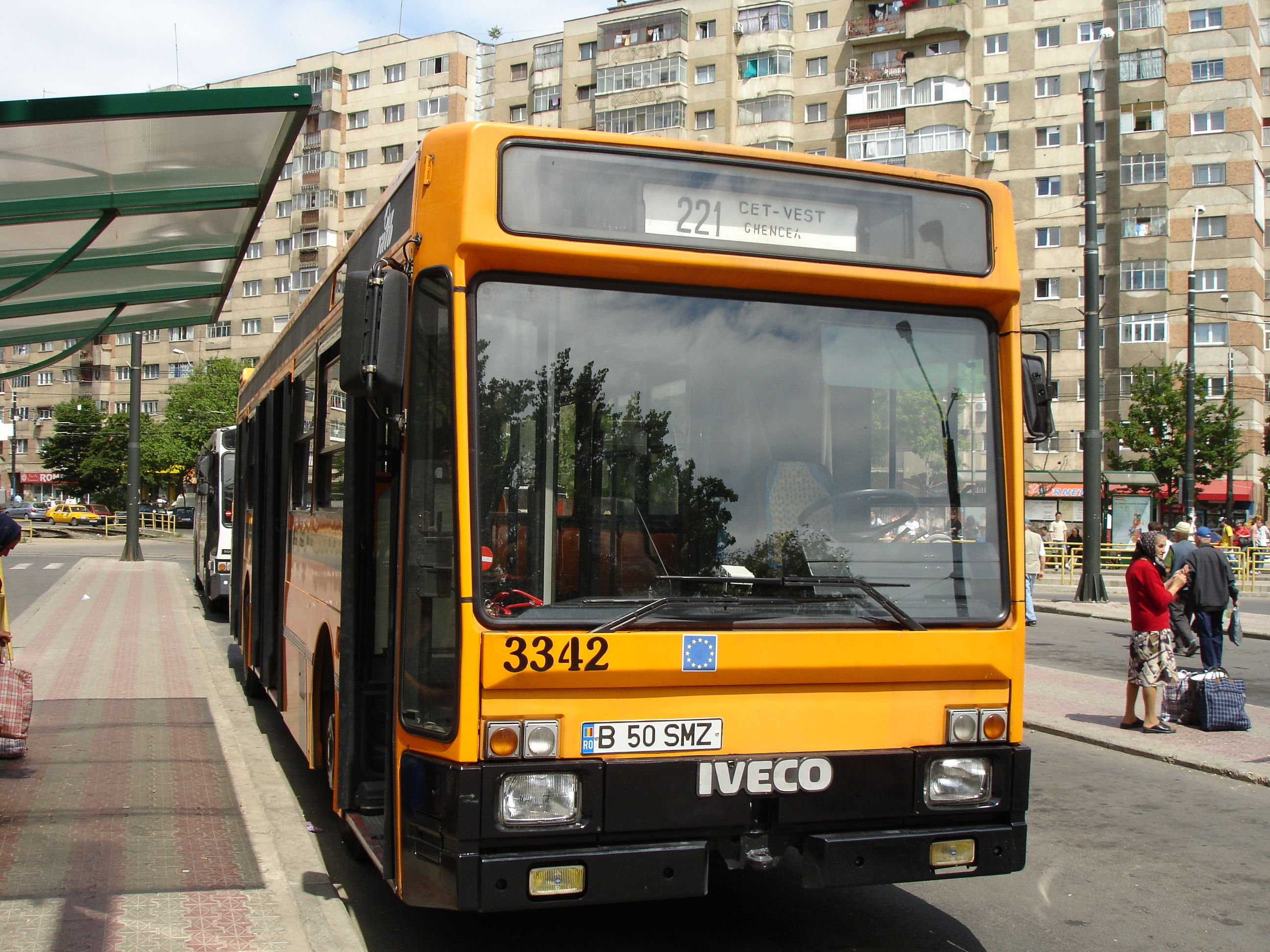
威凱公車

## 外部連結
- 威凱義大利官方網站 （页面存档备份，存于）
- 中國大陸依維柯官方網站 （页面存档备份，存于）
- 威凱台灣官方網站（台灣總代理：台塑集團 台宇汽車） （页面存档备份，存于）